# Gabela (Angola)
Gabela – miasto w zachodniej Angoli, siedziba administracyjna hrabstwa Amboim, w prowincji Kwanza Południowa. 
Gabela została założona pod nazwą N'Guebela dnia 28 września 1907 roku. W połowie XX wieku i aż do lat 70. słynęła na arenie międzynarodowej z produkcji kawy. 
25 km na zachód od Gabela znajduje się Rezerwat Leśny Kumbira, który charakteryzuje się dużą różnorodnością ptaków. 